# Tenkai-hen josō: Overture
Saint Seiya : Tenkai-hen josō: Overture (聖闘士星矢 天界編 序奏〜overture〜, trad. litt. : Chapitre du monde céleste : Ouverture) est le cinquième film d'animation basés sur la série télévisée d'animation Saint Seiya (Les Chevaliers du Zodiaque en France). Le film est sorti le 14 février 2004 au Japon.

## Résumé
Après la victoire d'Athéna et de ses chevaliers contre Hadès à Elysion, Seiya est au plus mal. Dans un état catatonique, il reste sous les bons soins de Saori dans une maison isolée. La déesse Artémis, grande sœur d'Athéna, dépêche sur Terre trois anges : Icare, Ulysse et Thésée afin de tuer Seiya pour avoir défié les dieux.
Lorsqu'Athéna s'interpose, Artémis apparaît pour réclamer son sceptre et ainsi les pleins pouvoirs pour gérer le monde des humains à sa place, car elle n'agissait plus comme une déesse. Athéna accepte à une condition : que Seiya et les autres Chevaliers de Bronze soient pardonnés pour leurs péchés envers les dieux s'ils s'engagent à ne plus jamais combattre. La condition étant tolérée, Athéna retourne au Sanctuaire avec Artémis pour retrouver sa position et son rôle de déesse. Le monde est désormais régi par Artémis. Seiya se réveille après une vision où il se fait transpercer par l'épée d'Hadès.
Les dieux de l'univers emprisonnent sur Terre les âmes des Chevaliers d'Or pour l'éternité. Sur ce, ils affirment que d’autres chevaliers avec la même volonté se dresseront encore face à ces dieux despotes. Les âmes des Chevaliers d'Or sont figées dans une colonne à leur effigie. Artémis révèle à Athéna qu'elle va provoquer la disparition de l'humanité. C'est le châtiment divin contre les mortels pour s'être rebellé contre les dieux.
Seiya réussit à se déplacer, mais il est encore faible. Il sent l'absence d'Athéna. C'est alors que Marine arrive près de lui. Elle ramasse une clochette peu banale au sol, et paraît soucieuse. Elle demande à Seiya de retourner au Sanctuaire pour découvrir ce qui se passe.
Le Sanctuaire d'Athéna, devenu celui d'Artémis, a complètement été transformé. Les décors laissent l’eau ruisseler sur les ruines des temples. Seiya se fait aborder par Shina ainsi que par Jabu et Ichi. Maintenant qu’ils sont au service d’Artémis, ils rossent le faible Seiya qui n’arrive plus à utiliser son cosmos. Cependant, Shina envoie intentionnellement Seiya dans un ravin au fond duquel se trouve son Armure de Bronze de Pégase.
Athéna quant à elle, décide de se sacrifier pour retarder la fin de l’humanité. Elle se rend au centre du Sanctuaire, où le décor est fait d’immenses édifices blancs immaculés. Là, au milieu d’une large étendue d’eau, elle s’ouvre les veines et laisse le sang couler doucement dans l’eau en se tenant les poignets.
Seiya continue son chemin vers le centre du Sanctuaire. Pendant ce temps, les autres Chevaliers de Bronze arrivent aussi au Sanctuaire. Shun et Ikki combattent en symbiose Thésée et, après une lutte acharnée, le battent grâce aux encouragements des âmes des Chevaliers d’Or à proximité. Seiya vient en aide à Hyôga et Shiryû qui combattent Ulysse, capable de retourner les attaques de ses adversaires contre eux-mêmes. Les deux Chevaliers de Bronze implorent leur compagnon de continuer sa route et, après un dur combat, Ulysse finit par succomber dans une explosion.
Icare, le dernier des anges, qui porte un masque contrairement aux autres, arrive auprès d’Artémis pour l’informer de la situation. On apprend qu’Icare est humain contrairement aux autres anges qui sont nés dans le monde céleste. Il est le seul mortel qu’Artémis a accepté.
Seiya arrive dans un désert et affronte Icare, qui prend le dessus, mais ce dernier est interrompu par l’arrivée de Marine. Celle-ci, qui a réuni la clochette qu’elle porte depuis l’enfance et celle trouvée près de Seiya, cherche à savoir si Icare n’est autre que son jeune frère, depuis longtemps disparu. Mais Icare la repousse et ne lui accorde aucune attention, obsédé de vouloir affronter Seiya, celui qui a vaincu des dieux. Il ne comprend pas en effet pourquoi les mortels ont osé se retourner contre les dieux tout puissants. Un Seiya en piteux état, son armure en miettes, finit par arriver devant Athéna, pour lui avouer qu’il se battra toujours pour elle. En réponse, Athéna lui avoue sa volonté de le tuer. Artémis, heureuse de voir que sa sœur commence à agir en déesse, lui rend son sceptre pour qu’elle applique sa volonté. Athéna enfonce le sceptre tel un poignard dans le torse de Seiya qui s’effondre dans l’eau … Mais pour mieux se relever, vigoureux et guéri de la malédiction d’Hadès.
À nouveau en état de se battre, Seiya combat désormais de son mieux contre Icare qui a du mal à se débarrasser du Chevalier de Bronze. Artémis, affligée par la décision de sa sœur de se rebeller contre les dieux, brandit un arc et une flèche en direction d’Athéna, qui reste sur son opinion que les dieux doivent être au service des autres formes de vie et non l'inverse. Artémis prétend que les dieux doivent régir les humains, car ils sont supérieurs à eux. Seiya bat Icare, qui est sauvé de sa chute au dernier moment par Marine. Icare lui avoue alors qu'il est réellement son frère disparu, Tôma. Orphelins, lui et sa grande sœur se faisaient martyriser lorsqu'ils étaient petits. Il avait donc juré de devenir fort et puissant pour la protéger et s’est retrouvé dans les geôles du monde céleste, et a tout fait pour renier son humanité afin de devenir semblable à un dieu. Maintenant il se souvient de sa promesse, et renoue avec son humanité.
Lorsqu’Artémis lance sa flèche sur Athéna, c’est Tôma qui s’interpose pour recevoir la flèche. Tôma, qui s'est rangé du côté de l’humanité, veut faire comprendre à Artémis qu'elle ne doit pas verser le sang afin ne pas être coupable d'un crime. Il semble mourir dans les bras de Marine. Seiya, se demandant quel genre de monde les dieux veulent bâtirent pour les mortels et à quoi servent les dieux, lance une attaque sur Artémis, qui s’en échappe grâce à l’intervention de son frère jumeau, le dieu Apollon. Il répond à la question de Seiya : « À quoi servent les dieux ? Cette question dépasse l'entendement des êtres mortels, ils ne devraient d'ailleurs même pas se permettre de se la poser. » Il téléporte Athéna devant lui et essaie de la tuer de ses propres mains, mais est interrompu par une attaque de Seiya. Apollon, loin d’être déstabilisé, se demande que peut espérer un vulgaire humain en s'attaquant à un dieu. N'ayant aucune chance face à la puissance d’Apollon, Athéna implore Seiya de ne pas se mesurer à lui. Pour Apollon, l'immortalité des dieux leur confère une force sans égale et fait d'eux les êtres les plus nobles de l'univers.
Apollon lance une attaque suprême et Seiya essaie de la contrer. Finalement, une explosion se produit et cela semble provoquer la fin du monde. Le Sanctuaire est englouti dans une lumière blanche, le spectateur peut voir des images de Marine, Tôma, Ikki, Shun, Shiryû, Hyôga et Shina s’estomper. Malgré la puissance de l’explosion, Seiya se dresse toujours face au dieu, avec Athéna à ses côtés. Athéna et Seiya sont dévêtus. Seiya s'avance vers Apollon et lui déclare qu'il ne veut pas de dieux tels qu’ils sont, car même si l'humanité n'est rien face aux dieux, elle s'efforce de vivre du mieux qu’elle peut, et les dieux devraient être là pour veiller sur les humains et faire preuve de compassion. C'est alors qu'Athéna tente d'intervenir. Mais Seiya veut faire usage de son poing, car même si le destin de l'humanité est d'être anéanti par les dieux, ce coup sera la preuve de l'existence des humains... Seiya enflamme son cosmos jusqu'à son paroxysme, s'élance dans les airs et fonce sur Apollon. Au même instant, Apollon libère une nouvelle attaque pour désintégrer Seiya. Soudain, l'image devient noire et le spectateur peut voir des inscriptions apparaître « Lorsque la volonté d'un homme dépasse celle d'un dieu... Que peut pardonner un dieu ? Quel châtiment inflige-t-il ? ». Puis, Seiya se retrouve avec un sac à dos devant la maison où il se trouvait au début du film. Il rencontre une jeune fille qu'il ne semble pas connaitre. C'est en fait Saori, dont il a oublié le souvenir. En effet, comme châtiment, Apollon leur a effacé la mémoire. Lorsqu'ils se quittent, Saori lui souhaite de trouver la personne qu'il cherche...
Après cette dernière séquence onirique, les crédits du générique de fin s'affichent et dans les dernières secondes du film, Seiya apparaît dans une nouvelle armure et lance une ultime attaque sur Apollon : un coup qui entaille légèrement le dieu à la joue. L'armure quitte alors Seiya et ce dernier disparaît dans le noir.

## Fiche technique
- Titre original : Saint Seiya - Tenkai-hen josō: Overture
- Titre traduit : Chapitre du monde céleste : Ouverture (traduction littérale non officielle)
- Réalisation : Shigeyasu Yamauchi, Morio Hatano
- Scénario : Michiko Yokote et Akatsuki Yamatoya, sur une idée originale de Masami Kurumada
- Storyboard : Shigeyasu Yamauchi
- Direction artistique : Takaaki Yamashita (décors) et Yukiko Iijima
- Character Designer : Shingo Araki et Michi Himeno
- Direction d’animation : Michi Himeno et Shingo Araki
- Musique : Seiji Yokoyama
- Sociétés de production : Toei Animation, Bandai Visual
- Pays d'origine :  Japon
- Langue originale : japonais
- Format : couleur - 35 mm - 1,78:1
- Genre : Animation, action
- Durée : 80 minutes
- Date de sortie :
  -  Japon : 14 février 2004

## Doublage
| Personnages    | Voix japonaises    | Voix françaises     |
| -------------- | ------------------ | ------------------- |
| Seiya          | Tohru Furuya       | Éric Legrand        |
| Athéna / Saori | Keiko Han          | Virginie Ledieu     |
| Ikki           | Hideyuki Hori      | Bruno Magne         |
| Tôma / Icare   | Hikaru Midorikawa  | Stéphane Ronchewski |
| Shiryû         | Hirotaka Suzuoki   | Benjamin Pascal     |
| Hyôga          | Kōichi Hashimoto   | Antoine Nouel       |
| Shun           | Ryo Horikawa       | Taric Mehani        |
| Marine         | Yuriko Yamamoto    | Virginie Ledieu     |
| Jabu           | Hideo Ishikawa     | Luc Boulad          |
| Ulysse         | Hiroki Takahashi   | Luc Boulad          |
| Apollon        | Kazuhiro Yamaji    | Thierry Desroses    |
| Dohko          | Ken'yū Horiuchi    | Bruno Magne         |
| Shina          | Mami Koyama        | Laurence Crouzet    |
| Ichi           | Masaya Onosaka     | Benjamin Pascal     |
| Shion          | Nobuo Tobita       | Benjamin Pascal     |
| Thésée         | Toshiyuki Morikawa | Thierry Desroses    |
| Artémis        | Yurika Hino        | Céline Melloul      |
| Tôma, jeune    | Fumiko Inoue       | Céline Melloul      |

## Autour du film

### Polémique
Contrairement aux quatre premiers films, Tenkai-hen Josō: Overture devait se placer dans la continuité directe de la série télévisée et du manga original. Cependant ce film est souvent considéré comme décevant en comparaison aux autres de la série notamment au Japon. En plus d'être un échec pour certains, Masami Kurumada en a été très insatisfait et a créé sa propre suite avec le manga Saint Seiya: Next Dimension.